# Glasba na delovnem mestu
Glasba na delovnem mestu je danes prisotna v mnogih delovnih okoljih, na primer v hotelih, pisarnah, restavracijah, bankah, trgovinah, bolnišnicah ipd. Glasba na delovnem mestu večinoma na zaposlene učinkuje pozitivno, a kljub temu je za optimalne pozitivne učinke, ki jih ima glasba, treba upoštevati določene situacijske in osebnostne dejavnike.

## Zgodovina
Glasba na delovnem mestu se je uveljavila predvsem v 30. letih prejšnjega stoletja, ko so mnogi raziskovalci začeli dokazovati, da delavci ob glasbi delajo bolje in da njihova delovna storilnost med poslušanjem le-te močno zraste. Starejše raziskave so bile usmerjene zgolj v raziskovanje kvantitativne mere produktivnosti v delovnem okolju in brez izjem so poročale, da se je delovna storilnost ob poslušanju glasbe na dan izboljšala za 2 do 6 %, medtem ko pa naj bi se pri nočnem delu le-ta povečala za 17 % . Prvotne raziskave so zanemarile raziskovanje subjektivnega doživljanja glasbe zaposlenih, a kljub temu je glasba na delovnem času po industrijski revoluciji doživela gromozanski razcvet .
Okrog 1970. leta je v medijih potekala odmevna diskusija o »zvočni onesnaženosti« okolja in novinarji so se zaman trudili, da bi delavci podali negativne izjave do glasbe na delovnem mestu. Odnos do nje je skozi zgodovino ostajal tako pozitiven, da so jo tudi delavska združenja sprejela kot prispevek k humanizaciji delovnega okolja .

#### Muzak ali "glasba za dvigala "
Glasbo so sprva v mnogih industrijskih podjetjih in na drugih delovnih mestih uporabljali izključno za zvišanje delovne produktivnosti. Uporabljali so t.i muzak ali »glasbo za dvigala« (angl. »elevator music«), katere osnovni namen je bilo zvišanje delovne storilnosti, motivacije in produktivnosti zaposlenih. Gre za glasbo, ki je bila uravnana tako, da je ostajala pod ravnijo zavedanja in pozornosti delavcev in ni imela nobene estetske komponente in ni služila zabavi delavcev . Muzak se je množično uporabljal predvsem v industrijskih delovnih okoljih v sredini 20. stoletja. Vsebino muzaka so prilagajali izobrazbeni in starostni sestavi zaposlenih, a klub temu je za vse veljalo, da se je predvajala tiha glasba (za jakost zvoka je veljalo 40 decibelov), da je prihajala iz neznano kod in da so delovni prostori bili enakomerno ozvočeni .

## Novejše ugotovitve
Za razliko od začetnih študij, ki so se usmerjale zgolj v merjenje vpliva glasbe na produktivnost delavcev, so se kasnejše, vključno z današnjimi študijami, vse bolj osredotočale tudi na subjektivno doživljanje zaposlenih ob poslušanju glasbe . Rezultati novejših študij so pokazali, da želijo ljudje glasbo poslušati iz najrazličnejših razlogov. Nekateri poslušajo glasbo, da bi pregnali dolgčas ali utrujenost, drugi menijo, da poslušanje glasbe izboljša počutje in klimo na delovnem mestu, spet drugi vidijo v glasbi priložnost oziroma izhodišče za pogovor s sodelavci. Nekaterim zaposlenim glasba predstavlja mentalni pobeg iz delovnega mesta, jim pomaga zmanjšati stres ali povečati zanos pri samem delu. Raziskovalci so tako ugotovili, da zaposleni glasbi pripisujejo različne pomene in da je poslušanje glasbe na delovnem mestu v veliki meri odvisna od mnogih osebnostnih in situacijskih dejavnikov, ki jim je zaposleni v delovni situaciji izpostavljen . 

#### Vpliv osebnostnih lastnosti
Na to, kako zaposleni doživlja glasbo, v veliki meri vplivajo tudi osebnostne lastnosti. Furnham in Bradley (1997) sta preučevala, kako prisotnost glasbe v ozadju delovnega okolja, vpliva na ekstraverte in introverte. Rezultati študije so pokazali, da je introverte glasba pomembno bolj ovirala pri vzdrževanju pozornosti in priklicu informacij, zato so radio, na katerem se je predvajala glasba, v primerjavi z ekstraverti, manjkat prižgali. Poleg tega, so introvertni udeleženci večkrat poročali, da so glasbo doživeli kot motečo in da jih je pri delu ovirala. Do podobnih ugotovitev sta prišla tudi Cassidy in Macdonald (2007), ki sta ugotovila, da so introverti pri reševanju delovnih nalog ob prisotnosti nevtralne glasbe v ozadju, delali pomembno več napak kot ekstravertni posamezniki, iz česar lahko sklepamo, da poslušanje glasbe ob reševanju problemov introverte pomembno bolj ovira kot ekstraverte. 
Raziskovalci so ugotovili tudi, da na izbiro in uporabo glasbe na delovnem mestu vplivajo tudi osebnostne lastnosti . Tisti posamezniki, ki imajo bolj izrazito izražen nevroticizem in so bolj introvertni, bodo pri delu raje zbirali takšno glasbo, ki bo zrcalila njihova čustva in uravnavala njihovo razpoloženje, medtem ko pa bodo bolj odprti in inteligentni posamezniki, raje zbirali bolj kompleksno in intenzivno glasbo. Študije so pokazale tudi, da posamezniki z visoko izraženo vestnostjo ne bodo posegali po intenzivni in uporniški glasbi, medtem ko bodo bolj ekstravertni posamezniki zbirali predvsem veselo, hitro, ritmično in zelo energično glasbo.

#### Vpliv možnosti izbire
Pomembno je, da si lahko zaposleni sami zbirajo glasbo oziroma da imajo pri poslušanje le-te kontrolo, saj v primeru, če zaposleni glasbo doživljajo kot vsiljeno, to negativno vpliva na njihovo delovno učinkovitost . Raziskovalci so dokazali, da če imajo zaposleni nadzor nad tem, kdaj, katero in koliko glasbe bodo poslušali, to pozitivno učinkuje na njihovo počutje in razpoloženje, kar pa pripore k večji delovni učinkovitost in času, ki ga zaposleni namenijo delovnim nalogam . Poleg tega, če lahko zaposleni sami izberejo glasbo, bo imelo to na njih bolj pozitiven učinek, kot če bi jim glasbo predpisal drug sodelavec ali vodja .

## Pozitivni vplivi
- Uravnavanje čustev

Po mnenju mnogih avtorjev, glasba predstavlja eno izmed strategij pri uravnavanju čustev in pripomore k aktivnemu soočanju s težavami. Poleg tega lahko s pomočjo glasbe usmerimo pozornost stran od obremenjujočega čustva in situacije ter posledično lahko o samem problemu razmislimo bolj na racionalen način .
A kljub temu je pomembno, da zaposleni poslušajo pravo zvrst glasbe, saj bo le-ta pripomogla k optimalnemu učinku, ki ga ima glasba na uravnavanje čustev. Raziskovalci svetujejo, da naj bi zaposleni med delom poslušali predvsem takšno glasbo, ki bi jim pomagala ustvariti varno, prijetno in sprejemajoče delovno okolje, medtem ko pa naj bi se glasbe, ki bi pri zaposlenih povzročala občutke žalosti, napetosti ali stresa, izogibali .
- Čustveno blagostanje in zadovoljstvo

Glasba vpliva tudi na čustveno blagostanje zaposlenih, saj so zaposleni ob poslušanju glasbe pogosteje poročali o občutkih veselja in sproščenosti . Ko poslušamo glasbo na delovnem mestu, ji posvečamo del pozornosti. Če delo ne priteguje vse pozornosti, se njej odvečni del posveča zvočnemu ozadju, ta zastranitev pa ugodno vpliva na razpoloženje. Pravzaprav je takšna glasba nekakšna zabava, ki na delovnem mestu, kjer ni nobenega sogovornika, preganja dolgčas in tako vsekakor bolj sprošča, kot aktivira .
Lesiuk (2005)  je v svoji študiji preučevala, kako se zaposleni odzovejo na onemogočen dostop poslušanja glasbe po tem, ko jim je bil dostop do glasbe (izbira, čas in trajanje poslušanje glasbe) ves čas omogočen. Izvedla je eksperiment, v katerem so zaposleni dva tedna zapored lahko poslušali glasbo, nato jim je bil dostop do glasbe za en teden onemogočen, zadnji teden pa so imeli spet možnost poslušati glasbo, ki so si jo lahko sami izbrali. Rezultati študije so pokazali, da je v tednih, ko so zaposleni lahko poslušali glasbo, moč opaziti boljše razpoloženje in [Zadovoljstvo zaposlenih|zadovoljstvo zaposlenih]], prav tako pa je razpoloženje zaposlenim pomembno upadlo v tednu brez glasbe. Poleg splošnega zadovoljstva, je zaposlenim upadla tudi kvaliteta in učinkovitost dela, saj so zaposleni potrebovali pomembno več časa za opravljanje nalog v tednu, ko jim je bil dostop do glasbe onemogočen. Študija je pokazala ne le, da se je na glasbo mogoče adaptirati, temveč tudi, da tovrstna adaptacija lahko vodi v abstinenčno stisko, ko glasbe nimamo na voljo .
- Produktivnost

Glasba naj bi po mnenju mnogih avtorjev vplivala tudi na delovno učinkovitost in produktivnost delavcev. Raziskovalci so izvedli eksperiment, v katerem so ženskam v tovarni preprog predvajali po 80 minut glasbe na dan v več odlomkih in ugotovili, da so ženske čez teden imele enakomerno delovno vnemo ter da je kar 85 % delavk brezpogojno želelo obdržati glasbo. Poleg tega je večina izmed njih verjela (59 %), da se je njihova produktivnost z glasbo povečala . Verjetnost, da bi ozvočenje vplivalo na povečanje delovne produktivnosti, se je do danes zelo zmanjšala, saj se je velika večina navadila na to, da med poslušanjem opravlja kakšno delo. Vsekakor pa ni mogoče izključiti, da se subjektivni pojavi utrujenosti zmanjšajo, ne da bi bilo treba fiziološko aktiviranje (zmanjša se psihična nasičenost, ki jo povzroča delo), s čimer se poveča sama produktivnost dela .
- Stres

Pomemben dejavnik, ki vpliva na delovno uspešnost in učinkovitost dela, je med drugimi tudi stres, ki ga zaposleni doživljajo na delovnem mestu. Po mnenju mnogih strokovnjakov, naj bi bila glasba ena izmed rešitev za zmanjševanje stresa na delovnem mestu, saj poslušanje glasbe pomembno pripomore k sproščanju dopamina, kar se odraža v intenzivnejšem doživljanju pozitivnih emocij . Yehuda (2011) je dokazal, da je prisotnost glasbene podlage v delovnem okolju pomembno znižala raven doživljanja tesnobe, krvnega tlaka in hitrosti bitja srca, iz česar lahko zaključimo, da glasba pozitivno vpliva na zdravje zaposlenih. 
Za zmanjševanje stresa pa je pomembna tudi ustrezna zvrst in izbira glasbe. Raziskovalci so ugotovili, da poslušanje klasične glasbe ali glasbe, ki si jo zaposleni sami izberejo, v primerjavi s sedenjem v tišini ali poslušanjem heavy metal glasbe, po izpostavljenosti določenemu stresorju, pomembno zniža negativna čustvena stanja in fiziološko napetost .
- Kognitivne sposobnosti

Poslušanje glasbe pozitivno vpliva tudi na kognitivne sposobnosti, in sicer raziskovalci ugotavljajo, da s poslušanjem glasbe neposredno vplivamo na razpoloženje in na stopnjo budnosti, kar posredno učinkuje in zboljša kvaliteto naših kognitivnih sposobnosti . Prav tako naj bi glasba pozitivno vplivala na to, kako se kognitivni material organizira, s čimer se ustvarjalnost pri zaposlenih poveča . Po mnenju mnogih avtorjev naj bi se tudi koncentracija zaposlenih ob poslušanju glasbe zvišala, a le v primeru, če izberemo primerno glasbeno ozadje .
Shish, Huang in Chiang (2008) so izvedli študijo, v kateri so prvi skupini udeležencem glasbo predvajali 10 min tekom testa pozornosti, ki so ga reševali udeleženci, drugi skupini so glasbo predvajali 10 min pred začetkom testa, medtem ko pa tretji skupi udeležencev glasbo sploh niso predvajali. Rezultati so pokazali, da so tisti udeleženci, ki so glasbo poslušali 10 min pred začetkom testa pozornosti in tisti, ki so glasbo poslušali med samim reševanjem testa pozornosti, na testu dosegli pomembno boljše rezultate, kar pomeni, da glasba pozitivno učinkuje na pozornost. 
- Zanos in sodelovanje

Poslušanje glasbe na delovnem mestu ima lahko tudi vlogo ustavljanja nezaželenih in z delom nepovezanih ter nepotrebnih vedenj. Raziskovalci menijo, da lahko glasba v veliki meri pozitivno vpliva na pojav zanosa pri delu, saj večji kot je zanos, manjša je verjetnost, da se bo zaposleni zatekal k neproduktivnim vedenjem in opravilom, s katerimi bi si krajšal čas .
Poslušanje glasbe na delovnem mestu pa naj bi izboljševalo tudi sodelovanje med zaposlenimi. Raziskovalci so ugotovili, da pozitivna, vesela glasba, močno pripomore h kooperativnemu sodelovanju zaposlenih, saj se preko poslušanja glasbe ustvari boljše delovno vzdušje, kar pozitivno vpliva na sodelovanje med zaposlenimi .

## Negativni vplivi
Nekateri raziskovalci ugotavljajo tudi, da ima lahko glasba na zaposlene in na njihovo delovno učinkovitost tudi negativne učinke. Shish, Huang in Chiang (2012). so ugotovili, da lahko zaposlene glasba z besedilom zmoti oziroma zmanjša njihovo delovno učinkovitost. Na podlagi rezultatov študije svetujejo, da naj bi zaposleni na delovnem mestu poslušali le glasbo brez besedila, saj naj bi takšna vrsta glasbe zviševala delovno učinkovitost, produktivnost in zadovoljstvo. 
Raziskovalci so ugotovili tudi, da lahko glasba, ki je zaposleni ne marajo oziroma jo imajo zelo radi, znižuje raven koncentracije pri zaposlenih. Zelo je pomembno, da se zaposlenim omogoči optimalno izbiro glasbene podlage (ne tisto, ki je ne marajo in ne tisto, pri kateri zelo uživajo), saj se lahko v tem primeru koncentracija delavcev poveča, v nasprotnem pa zmanjša, kar negativno vpliva na delovno učinkovitost .
Prav tako je pomembno, da glasbo (intenziteto, zvrst, tempo, glasnost) prilagodimo različnim delovnim pogojem in osebnostnim lastnostim, saj lahko enaka glasba na zaposlene, ki delujejo v drugačnih delovnih pogojih, negativno učinkuje. 

## Glasba v različnih delovnih pogojih
Delovni pogoji, v katerih delujejo zaposleni, so zelo različni in ko govorimo o pozitivnih vidikih poslušanja glasbe na delovnem mestu, se moramo zavedati, da glasba v različnih delovnih pogojih, na zaposlene učinkuje drugače. A kljub temu, naj bi preveč stimulativna glasba, ne glede na različne delovne pogoje kot tudi na raznolike osebnostne lastnosti zaposlenih, na splošno ovirala posameznike pri afektivnem delu, saj se v primeru prevelike stimulativnosti glasbe, zaposleni ne morejo osredotočiti na delovno nalogo .

#### Različna zahtevnost dela
Mnogi raziskovalci ugotavljajo da je pozitiven učinek glasbe na razpoloženje zaposlenih bolj močno izražen pri preprostih delovnih opravilih, ki ne zahtevajo večjih intelektualnih naporov, saj glasba omogoči občutek večje pestrosti in raznolikosti dela. . Večji kot je intelektualni napor, bolj postaja glasba odveč, zato je treba razlikovati v naprej, za kakšno vrsto dela gre. Bolj kot je delo enolično, več kot zahteva ponavljanj, prej je mogoče pričakovati ugoden učinek glasbe . Padmasiri in Dhammika (2014) ugotavlja tudi, da je za stimulacijo delavcev, ki opravljajo zelo monotono delo, dobro uporabiti glasbeno ozadje s hitrim ritmom, saj takšna glasba pripomore k blaženju monotonosti in poveča delovno učinkovitost. 

#### Izmensko delo
Izmensko delo je velikokrat za zaposlene zelo naporno, saj je povezano z mnogi psihološkimi in fiziološkimi dejavniki, ki vplivajo na zdravje in delovno učinkovitost zaposlenih. Raziskovalci v zadnjem času opozarjajo na težave, ki jih prinaša izmensko delo (npr. motnje cirkadiadnega cikla, motnje spanja, depresivnost, ipd.), poleg tega pa omenjajo mnogo rešitev za razreševanje omenjenih težav. Ena izmed rešitev za zmanjševanje neugodnih psiholoških in fizioloških dejavnikov, ki vplivajo na zaposlene, je tudi glasba. Knauth in Hornberger (2003) poudarjata velik pomen poslušanje glasbe pri nočnih izmenah, saj glasba pozitivno učinkuje na ohranjanje budnosti zaposlenih. 

## Stereotipi o poslušanju glasbe na delovnem mestu
Poslušanje glasbe na delovnem mestu je povezano s številnimi stereotipi, ki pogosto niso zasnovani na preverjenih dejstvih. Mnogi raziskovalci so mnenja, da so zaposleni pogosto obremenjeni s prepričanjem, da poslušanje glasbe na delovnem mestu, ni primerno. Zaposleni tistega, ki ob delu posluša glasbo, velikokrat povezujejo z negativno poslovno podobo, poleg tega pa se zaposleni obremenjujejo tudi s strahom, da bi morebiti s svojim poslušanjem glasbe vznemirjali sodelavce .

## Smernice za poslušanje glasbe na delovnem mestu[5]
- Dobro je, da se zaposlenim omogoči poslušanje glasbe na delovnem mestu oziroma se jim le-te ne prepoveduje.

- Delodajalec naj zaposlenim eksplicitno sporoči, da je poslušanje glasbe na delovnem mestu dovoljeno oziroma ni prepovedano, saj zaposlenih tako ne bo strah, da bi jim sodelavci pripisali negativen ugled.

- Zaposleni naj sami izberejo vrsto in čas poslušanja glasbe (v primeru, če bi poslušanje glasbe dokazano lahko ogrožalo zdravje zaposlenega ali bi pomembno interferiralo z delovno nalogo, naj delovna organizacija postavi svoje omejitve).

- Zaposlenim se naj omogoči diskretno poslušanje glasbe (npr. izogibati se je treba temu, da bi eden od zaposlenih vstavil svoj CD v radio, ki bi ga nato morali poslušati še vsi ostali zaposleni, ki delajo v istem prostoru), morda preko uporabe slušalk.